# الحبيلات الغربية
قرية الحبيلات الغربية هي إحدى القرى التابعة لمركز أبو تشت في محافظة قنا في جمهورية مصر العربية. حسب إحصاءات سنة 2006، بلغ إجمالي السكان في الحبيلات الغربية 6625 نسمة، منهم 3199 رجل و3426 امرأة.